# باري بالدوين
باري بالدوين (بالإنجليزية: Barry Baldwin)‏ هو باحث في تاريخ العصور الكلاسيكية وصحفي أمريكي، ولد في 1937.